# Jobmapa.pl
Jobmapa.pl – polski, regionalny portal rekrutacyjny założony w 2022 roku przez Gdański Urząd Pracy (Powiatowy Urząd Pracy w Gdańsku). Portal oferuje ogłoszenia o pracy pochodzące z urzędów pracy w Gdańsku, Gdyni, Malborku, Tczewie, Nowym Dworze Gdańskim oraz Kartuzach. Zgodnie z danymi przedstawionymi przez właścicieli, portal codziennie udostępnia około 1200 ofert pracy z tych regionów. Jobmapa.pl publikuje także ogłoszenia rekrutacyjne pochodzące z Urzędu Służby Cywilnej, Pomorskiego Kuratorium Oświaty, jednostek organizacyjnych Miasta Gdańska oraz urzędów miejskich w Gdańsku i Gdyni.
W 2024 roku portal wprowadził Raporty wynagrodzeń, bazujące na ofertach pracy zarejestrowanych przez urzędy pracy działające na terenie całego kraju. Według własnych danych serwisu jobmapa.pl, raport za 2024 rok oparty był na informacjach pochodzących z 226 442 ofert zatrudnienia.
Od 2023 roku serwis został rozbudowany o specjalny moduł wyszukiwania ofert pracy dedykowanych obywatelom Ukrainy, w odpowiedzi na rosnącą liczbę osób poszukujących pracy w Polsce.

## Aplikacja mobilna
W 2024 roku Gdański Urząd Pracy wprowadził na rynek aplikację mobilną dla systemów iOS oraz Android, która integruje funkcje portalu Jobmapa.pl, umożliwiając użytkownikom dostęp do ofert pracy oraz narzędzi związanych z rynkiem pracy w województwie pomorskim.

## Nagrody
W 2023 roku Jobmapa.pl otrzymała nagrodę „Skrzydła IT” przyznawaną przez branżowe czasopismo IT w Administracji. Portal zdobył wyróżnienie w kategorii e-usługi dla obywatela.

## Współpraca z urzędami pracy
Jobmapa.pl współpracuje z licznymi instytucjami publicznymi, w tym Powiatowymi Urzędami Pracy w Polsce, co ułatwia obywatelom dostęp do ofert pracy oraz informacji o rynku zatrudnienia.